# Oxytropis savellanica
Oxytropis savellanica är en ärtväxtart som beskrevs av Pierre Edmond Boissier. Oxytropis savellanica ingår i släktet klovedlar, och familjen ärtväxter. Inga underarter finns listade i Catalogue of Life.